# Ренц, Роман Борисович
Роман Борисович Ренц (15 мая 1922, Новосибирск — 6 мая 1995, Омск) — советский режиссёр и актёр театра кукол, педагог, народный артист РСФСР.

## Биография
Родился 15 мая 1922 года в Новосибирске, из российских немцев, позже переехал в Омск. Участвовал в Великой Отечественной войне, в результате ранения всю жизнь немного хромал, поэтому в драматический театр его не взяли и он пошёл в кукольный театр.
В 1949—1959 годах был актёром и режиссёром Саратовского театра кукол.
В 1960—1971 годах работал главный режиссёром Оренбургского театра кукол. Поставил 38 спектаклей, много гастролировал по стране, выезжал с театром в Венгрию. В 1964 года впервые в СССР поставил в театре кукол спектакль «Маленький принц», имевший небывалый успех. С 1964 по 1970 годы состоялись два выпуска театральных студий при театре кукол под его руководством. Годы его руководства вошли в историю Оренбургского театра кукол как «Золотой век».
В 1971—1988 годах — главный режиссёр Куйбышевского театра кукол. Открыл при театре студию, учил будущих актёров. В 1973 году стал основателем Тольяттинского театра кукол (сейчас театр «Пилигрим»).
Был членом Международного союза деятелей театра кукол (UNIMA).
После ухода на пенсию уехал в Омск. Умер 6 мая 1995 года. Похоронен на Ново-Южном кладбище.

## Награды и премии
- Заслуженный артист РСФСР (6.06.1968).
- Народный артист РСФСР (13.05.1985).

## Работы в театре

### Саратовский театр кукол
- «Галатея» Б. Гадор и С. Дарваш
- «Божественная комедия» И. Штока
- «Ночь перед Рождеством»

### Оренбургский театр кукол
- 1960 — «Иван — крестьянский сын» Б. Сударушкина
- 1961 — «Р. В.С.» по А. Гайдару
- 1961 — «Зажгите сердца» (обозрение)
- «Волшебник изумрудного города» А. Волкова
- 1962 — «Теремок»
- 1964 — «Маленький принц» А. де Сент-Экзюпери
- 1964 — «Чёртова мельница» И. Штока
- 1965 — «Заклятые враги» Уно Лейеса
- 1966 — «Божественная комедия» И. Штока
- 1968 — «Хочу быть большим» Г. Сапгира и Г. Цыферова
- 1969 — «Прелестная Галатея» Б. Гадор и С. Дарваш
- «У нас в гостях»
- «Лошарик»
- «Остров капитанов»
- «Дюймовочка»
- «Пионерские песни»

## Фильмография

### Режиссёр
- 1973 — Приключение Ивашки